# Richelieu; or: The Conspiracy
Richelieu; or, The Conspiracy è un cortometraggio muto del 1910 diretto da J. Stuart Blackton.

## Trama
Il cardinale di Richelieu sventa un complotto ai suoi danni organizzato da Baradas, favorito del re di Spagna.

## Produzione
Il film fu prodotto dalla Vitagraph Company of America. Tratto da Richelieu, un lavoro teatrale di Edward George Bulwer-Lytton del 1839, il soggetto venne ripreso nel 1914 da Richelieu di Allan Dwan e, nel 1935 da Il cardinale Richelieu (Cardinal Richelieu), un film diretto da Rowland V. Lee, in cui il ruolo del cardinale era interpretato da George Arliss.

## Distribuzione
Il film - un cortometraggio in una bobina - uscì nelle sale l'8 gennaio 1910, distribuito dalla Vitagraph Company of America.
Secondo Silent Era, non si conoscono copie ancora esistenti della pellicola che viene considerata presumibilmente perduta. In Vitagraph Co. of America - Il cinema prima di Hollywood, pubblicato nel 1987, si segnala la presenza della pellicola al National Film Archive di Londra.